# Lake Dallas
Lake Dallas é uma cidade localizada no estado norte-americano do Texas, no Condado de Denton.

## Demografia
Segundo o censo norte-americano de 2000, a sua população era de 6166 habitantes.
Em 2006, foi estimada uma população de 7261, um aumento de 1095 (17.8%).

## Geografia
De acordo com o United States Census Bureau tem uma área de
6,8 km², dos quais 5,9 km² cobertos por terra e 0,9 km² cobertos por água.

## Localidades na vizinhança
O diagrama seguinte representa as localidades num raio de 8 km ao redor de Lake Dallas.